# 1701
1701 (MDCCI) fue un año común comenzado en sábado según el calendario gregoriano.
Fue el primer año del siglo XVIII.

## Acontecimientos
- 18 de febrero: Felipe de Anjou llega a Madrid y tiene una gran acogida por parte del pueblo.
- 8 de mayo, Felipe V es reconocido como rey de España en las Cortes, reunidas en el convento de San Jerónimo de Madrid.
- 24 de julio: Estados Unidos. Fundación de Detroit por los franceses, con el nombre de Fort Ponchartrain.
- 7 de septiembre: Se firma la Gran Alianza de La Haya entre Austria, Inglaterra y Holanda, frente antiborbónico.
- 9 de octubre: La Collegiate School of Connecticut (posteriormente llamada Universidad de Yale) es fundada en Old Saybrook, Connecticut

## Arte y literatura
- Melchor Pérez de Holguín pinta San Pedro de Alcántara en éxtasis.
- Français Dieupart publica su colección de Seis suites para clavecín uniendo la estética italiana a la tradición francesa.
- Estados Unidos - Fundación de la Universidad de Yale.
- Italia - Bartolomeo Cristófori inventa el pianoforte (piano).

## Ciencia y tecnología
- Jethro Tull inventa una sembradora.

## Nacimientos
- 27 de noviembre: Anders Celsius, astrónomo sueco (f. 1744)
- 22 de diciembre: Anna Magdalena Bach, soprano alemana (f. 1760)

## Fallecimientos
- 19 de junio: Felipe I de Orleans, príncipe francés, hijo de Luis XIII de Francia (n. 1640)
- 16 de septiembre: Jacobo II de Inglaterra.